# Лангур
Лангу́р (рос. Лангур) — селище у складі Івдельського міського округу Свердловської області.
Населення — 101 особа (2010, 143 у 2002).
Національний склад населення станом на 2002 рік: росіяни — 87 %.